# Octavio Nicolás Fernández Vilchis
Octavio Nicolás Fernández Vilchis (Ciudad de México, 18 de noviembre de 1914 - septiembre de 2003) fue el pionero del trotskismo en México.
Junto con Diego Rivera, gestionó en 1938, ante el presidente Lázaro Cárdenas el asilo político de León Trotski en el país. México fue el primero en ofrecerle asilo político al exlíder soviético.
Perteneció al Partido Comunista Mexicano y fue miembro fundador y líder de la Liga Comunista Internacionalista (LCI), que era parte de la de la IV Internacional. También fue uno de los más allegados colaboradores de Trotski. Octavio escribía y editaba artículos. Así mismo, se encargaba de imprimir y distribuir Clave, revista que fue un “faro político y teórico en el preludio de la Segunda Guerra Mundial para el trotskismo latinoamericano.”

## Relación con León Trotski
Organizó las guardias en tres momentos relevantes:
1. A la llegada de Trotski a México, fue responsable, pues Diego estaba enfermo. Todo ello, mientras estuvo en la Casa Azul de Frida Kahlo y Diego Rivera en Coyoacán, Ciudad de México.
2. En la casona de la calle de Viena, también en Coyoacán, cuando se le concedió como donación a Trotski.
3. Frente al féretro de Trotski.[4]

Esteban Volkov, nieto de Trotski, opinó en el Homenaje a Octavo Fernández, que "Octavio se transformó en la propia familia del revolucionario ruso en México, por la colaboración con la causa revolucionaria y la ayuda que le brindó en todos los terrenos."

## Publicaciones relevantes
Escribió los artículos “Qué ha sido y a dónde va la revolución mexicana”, “Problemas Nacionales” entre otros. Están publicados en la revista Clave, edición noviembre-diciembre de 1939.
Tales artículos, nacieron de un intercambio de opiniones con Leon Trotsky, de acuerdo con Olivia Gali en su libro Trotsky en México y la vida política en el periodo del presidente Lázaro Cárdenas (1937-1949).

## Vida
Entrevista con Olivia Gall en 1982
Se sabe más de este personaje, gracias a la entrevista con Olivia Gall, misma que contribuyó a que la autora escribiera el libro Trotsky en México y la vida política en el periodo de Cárdenas (1937-1949) , arriba citado.

### Familia
Nació en el barrio Merced de la Ciudad de México, en la calle Manzanares. Por la entrevista, ciertos acontecimientos cobraron especial relevancia para conocer más sobre Octavio. Por ejemplo, su familia:
- Su abuelo fue revolucionario y combatió en la intervención francesa.
- Su padre se mudó a México para estudiar y convertirse en maestro. También, comandó la infantería Obregonista y fue el primer presidente municipal de Milpa Alta, después de la Revolución Mexicana.
- Su madre venía de una familia liberal que estaba ligada al Porfirismo.[1]

### Estudios y movimientos de izquierda
En 1919 vivía en Tacuba, donde estudió la primaria y la secundaria, etapa que concluyó en 1929. Posteriormente, inició los estudios superiores en la Escuela Nacional de Maestros, donde por primera vez escuchó del marxismo.
A partir de 1932 se interesó por los movimientos izquierdistas. Formó parte de huelgas, manifestaciones y enfrentamientos. Algunos contra el Secretario de Educación Narciso Bassols. Estableció un contacto permanente, que implicaba un intercambio de ideas y libros, con los comunistas en Nueva York. También pudo ligar los conflictos de la Escuela Normal con la perspectiva del trotskismo, lo que amplió su visión y lo llevó a crear, con otros colegas, un periódico denominado: El Frente Socialista. En años posteriores, Octavio contó con material de Marx, Engels, Lenin y Trotski,  aportación del Partido Comunista.
En 1933, publicó en colaboración con otros colegas la revista “Nueva Internacional”.
En 1934 conoció a Diego Rivera y empezó a trabajar con él por el Partido Comunista en México, donde lucharon juntos contra diversas represiones.  Posteriormente, ambos organizaron una reunión para recrear la sección mexicana de la IV Internacional en México. En ella participaron personajes tan relevantes como: Ibarra, los Ayala, Galicia,  Carlos, Benjamín Álvarez, Diego Rivera, Frida Kahlo, Juan R. de la Cruz y de ocho a diez mil obreros del sindicato de la construcción.
Más tarde estudió en la Escuela de Economía de la UNAM.

## Muerte
Falleció en septiembre de 2003 y sus cenizas se esparcieron en el jardín, alrededor del mausoleo de Trotski en el Museo Casa de León Trotsky. Después de su muerte, se realizó un homenaje y se develó una placa en su honor.